# 台湾隐柱兰
台湾隐柱兰（学名：Cryptostylis arachnites var. taiwaniana）为兰科隐柱兰属下的一个变种。

## 扩展阅读
- 維基物種上的相關：台湾隐柱兰